# Melchior Colyn
Melchior Colyn (* 1500 in Aachen; †  1558 in Aachen) war Schöffe und Bürgermeister der Reichsstadt Aachen.

## Leben und Wirken
Der Sohn des Wilhelm Colyn und der Alheid von Belderbusch trat erstmals 1527 als Mitglied des Schöffenkollegiums aktenmäßig in Erscheinung. Er war Mitglied der Bockzunft, die Gesellschaft der Patrizier, in der sich die Gelehrten, Ärzte, Juristen, Kaufleute und Beamte organisiert hatten, und er versah seit dem Jahr 1555 das Amt eines Sendschöffen. Zwischen 1530 und 1558 wurde Colyn im Zweijahrsrhythmus insgesamt 14-mal zum Bürgermeister der Freien Reichsstadt Aachen gewählt. Im Verlauf seiner letzten Amtszeit verstarb Melchior Colyn und wurde bis zur turnusmäßigen Neuwahl von dem abgestandenen Bürgermeister Johann Ellerborn († um 1563) vertreten.
Obwohl von Hause aus Katholik stand Melchior Colyn den religiösen Veränderungen durch die Reformationsbewegung in Deutschland, die ab Mitte des 16. Jahrhunderts auch in Aachen für eine begrenzte Zeit zunehmend an Einfluss gewinnen sollte, tolerant gegenüber. Er setzte sich mit einer Bittschrift an den römisch-deutschen König und späteren Kaiser Ferdinand I. im Rahmen der Verhandlungen zum Augsburger Religionsfrieden im Jahre 1555 maßgeblich für die Gewährung einer freien Religionsausübung der Aachener Bürger ein.
Melchior Colyn war in erster Ehe mit Maria von Cortenbach verheiratet, die ihm drei Söhne und zwei Töchter gebar. Sein Sohn Bonifacius Colyn folgte ihm als Schöffe und Bürgermeister nach und wurde für seine ebenfalls tolerante Einstellung zur Reformationsbewegung im Jahr 1598 mit der Reichsacht belegt. Mit seiner zweiten Frau Cäcilia Wimmers hatte Melchior Colyn noch den Sohn Arnold Colyn († 1589).